# Neomixis viridis
El jiji verde (Neomixis viridis) es una especie de ave paseriforme de la familia Cisticolidae propia de Madagascar.

## Distribución y hábitat
Es una especie endémica de Madagascar. Su hábitat natural son los bosques bajos húmedos subtropicales.

## Taxonomía
Existen dos subespecies:
- Neomixis viridis viridis (Sharpe, 1883)
- Neomixis viridis delacouri Salomonsen, 1934